# Pierre Louis Alfred Duprat
Pour les articles homonymes, voir Duprat.
Pierre Louis Alfred Duprat, né le 1er décembre 1866 à Lesparre (Gironde) et mort le 15 juillet 1953 dans le 6e arrondissement de Paris, est un administrateur colonial français qui exerça les fonctions de gouverneur de La Réunion et de la Guadeloupe.

## Biographie
Duprat est nommé gouverneur de la Réunion par décret le 28 septembre 1913 et arrive en novembre 1913. Il organise la campagne électorale des élections législatives qui se déroule dans un climat malsain. Duprat est gouverneur pendant pratiquement toute la durée de la Première Guerre mondiale. Le 4 août 1914, il donne l'ordre de mobilisation et beaucoup de réunionnais seront aux combats dans la métropole, sur le front grec et à Diego Suarez contre un éventuel débarquement allemand puis met en place un dispositif d'urgence où l'exportation de riz, du maïs et de la farine est interdite. Il a aussi à gérer la grippe espagnole qui débarque à la Réunion en avril 1919 avec le retour de la guerre des réunionnais. Il demande l'aide de Louis Ozoux, directeur de l'Institut de bactériologie, qui devient alors chef du Service de Santé de la Colonie. Il quitte l'île en juin 1919, en pleine épidémie et Victor Jean Brochard devient gouverneur de la Réunion par intérim.
Le 17 avril 1920, il est nommé gouverneur de la Guadeloupe. En 1923, il est nommé agent central des banques des vieilles colonies à Paris.

## Décorations
- Commandeur de la Légion d'honneur (10 aout 1922)
  -  Officier de la Légion d'honneur (2 aout 1910)
  -  Chevalier de la Légion d'honneur (1er janvier 1904)
- Officier d'académie